# Комсомольский (Брединский район)
Комсомо́льский — посёлок в Брединском районе Челябинской области России. Административный центр Комсомольского сельского поселения.

## География
Через посёлок протекает река Синташты. Расстояние до районного центра посёлка Бреды 20 км.

## Население
| 2002 | 2010  |
| ---- | ----- |
| 1337 | ↘1212 |

По данным Всероссийской переписи, в 2010 году численность населения посёлка составляла 1212 человек (560 мужчин и 652 женщины).

## Инфраструктура
- Детский сад,
- средняя школа.
- Уличная сеть посёлка состоит из 16 улиц[3].